# الجزائر في الألعاب البارالمبية الصيفية 1996
شاركت الجزائر في الألعاب البارالمبية الصيفية بأتلانتا 1996، وهي المشاركة الثانية في تاريخها منذ سنة 1992.

## مواضيع ذات علاقة
الجزائر في الألعاب الأولمبية الصيفية 1996